# Granica francusko-hiszpańska

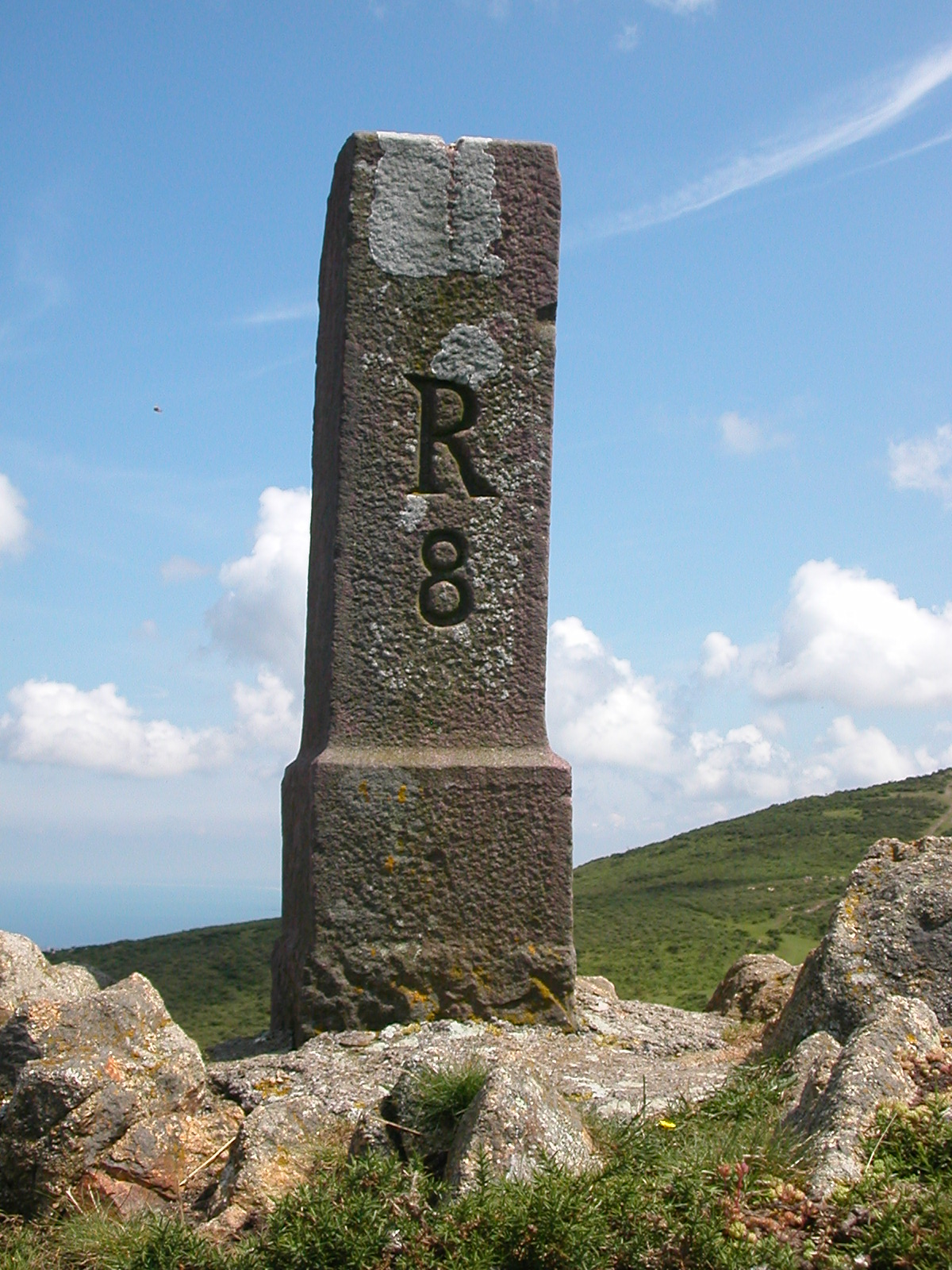
Słupek graniczny

Granica francusko-hiszpańska – międzypaństwowa granica, wewnętrzna w Unii Europejskiej, wyznaczona pomiędzy Francją i Hiszpanią na trzech odcinkach o łącznej długości około 623 km. Od 1995 roku jest granicą wewnętrzną strefy Schengen.

## Przebieg
Granica przebiega od Hendaye i Irun (43°22′32″N 1°47′31″E/43,375556 1,791944) na zachodzie przez Pireneje do Cerbère i Portbou nad Morzem Śródziemnym (42°26′09″N 3°10′26″E/42,435833 3,173889). Granicę na dwie części rozdziela odcinek, na którym oba kraje graniczą z górskim księstwem Andory (od 42°36′13″N 1°26′30″E/42,603611 1,441667 do 42°30′09″N 1°43′34″E/42,502500 1,726111). Trzecim odcinkiem jest granica wokół hiszpańskiej eksklawy Llívia. Ponadto na rzece Bidasoa znajduje się wyspa Faisans, która jest kondominium obu państw.
Terytoria przyległe:
- Hiszpania
  - Gipuzkoa
  - Nawarra
  - Huesca
  - Lleida
  - Girona

- Francja
  - Pireneje Atlantyckie
  - Pireneje Wysokie
  - Górna Garonna
  - Ariège
  - Pireneje Wschodnie

## Kształtowanie
Granica w Pirenejach rozdzielała ziemie hiszpańskie i francuskie od średniowiecza. Formalnie wyznaczona została w 1659 roku w pokoju pirenejskim, który przyznawał część hiszpańskich ziem Francji, szczegóły zmiany granicznej w dolinie Querol ustalono w traktacie z Llívii. Później zawierano porozumienia dotyczące niewielkich odcinków granicy, m.in. w Perpignan w 1764 roku ustalono rozgraniczenie między Perthus i Ampurdán, a w 1785 roku w Elizondo sprecyzowano rozgraniczenie Aldudes i Valcarlos.
Ostatnie większe umowy graniczne zawarto w Bayonnie pomiędzy 1856 i 1868 rokiem, za rządów Izabeli II i Napoleona III.
- traktat z 1856 roku rozgraniczył regiony Guipuzcoa i Nawarrę
- traktat z 1862 roku rozgraniczył regiony Huesca i Lleida
- traktat z 1866 roku rozgraniczył regiony Andorry i brzegi Morza Śródziemnego
- traktat końcowy z 1868 roku

W 1980 roku ustalono ściśle granicę w tunelu Bielsa – Aragnouet, w 1984 roku ustalono wymianę terytoriów o powierzchni 2710 m².

## Demarkacja
Od czasu zawarcia traktatu z Bayonny, granica jest wyznaczona w terenie przez 602 znaki graniczne, które są ponumerowane od zachodu do wschodu. Pierwszy słupek umieszczony został nad brzegiem ujścia rzeki Bidasoa, a ostatni na przylądku na południe od Cèrbere. Słupki oznaczone są przez kolejne liczby i litery. Kolejnych 45 słupków wyznacza natomiast granicę wokół enklawy Llivia, są one zaznaczone przeciwnie do ruchu wskazówek zegara począwszy od numeru 1 umieszczonego przy wejściu drogi RD-68 na teren enklawy.

## Główne przejścia graniczne
- Hendaya / Irun
- Ibardin
- Larrún
- Col de Lizuniage
- Col de Lizarrieta
- Urdax / Ainhoa
- Col d'Iguskiegui
- Col d'Ispéguy
- Col d'Esnazu
- Arnéguy / Valcarlos
- Port de Larrau
- Col de la Pierre Saint-Martin
- Pas d'Arlas
- Somport
- Portalet d’Aneu
- Port de Boucharo
- Túnel de Bielsa-Aragnouet
- Col du Portillon
- Pont du Roi
- Bourg-Madame / Puigcerdà
- Col d'Ares
- Col du Perthus
- Col des Balistres (Cerbère / Portbou)